# Encyclopedia of Life
Encyclopedia of Life ('EOL', 'Encyclopedie van het Leven') is een omvangrijk internetinitiatief van de Verenigde Staten en Europese en andere landen. De nog op te zetten encyclopedie gaat een wereldwijde soortenbank vormen die alle informatie over soorten samenvat en doorlinkt. EOL begon met goedgekeurde voorbeeldpagina's van 25 soorten. Het verzamelen van gegevens over de nu bekende 1,8 miljoen soorten uit onder meer bestaande database-bestanden gaat zo'n 10 jaar duren en circa 12,5 miljoen dollar kosten. De encyclopedie wordt gebaseerd op de wiki-technologie. Het is de bedoeling dat nieuwe soorten meteen worden opgenomen - er worden vooral veel nieuwe bacteriën en virussen ontdekt. Ten slotte zullen ook uitgestorven soorten worden beschreven. De website nodigt geleerden en amateurs uit om bij te dragen.

## Initiatief G8
Het initiatief komt voort uit een G8-bijeenkomst over het milieu die begon op 16 maart 2007 in het Duitse Potsdam. Tijdens deze bijeenkomst concludeerden de acht grootste industrielanden dat de achteruitgang van plant- en diersoorten moet worden gestopt. Het actieplan dat hieruit is voortgekomen en waar de encyclopedie deel van uitmaakt, wordt ook wel het Initiatief van Potsdam (of in het Engels Potsdam Initiative) genoemd.

## Deelnemende organisaties
De 'Cornerstone Institutions' zijn organisaties die de basis vormen van de deelnemers aan het online project. Dit zijn:
- Biodiversity Heritage Library
- The Field Museum of Natural History
- Harvard University
- Marine Biological Laboratory
- Missouri Botanical Garden
- Smithsonian Institution

Andere partnerorganisaties van het project, zijn onder meer:
- Botanic Gardens Conservation International
- FishBase
- Instituto Nacional de Biodiversidad
- Muséum national d'histoire naturelle
- Natural History Museum
- Naturalis
- New York Botanical Garden
- Royal Botanic Gardens, Kew
- UNEP World Conservation Monitoring Centre
- Wikimedia Foundation
- World Conservation Union (IUCN)

Daarnaast zijn er partnerorganisaties die zich specifiek richten op het aanleveren van gegevens. Hieronder bevinden zich onder meer FishBase en het Nederlands Soortenregister.

## Online
EOL ging op 26 februari 2008 online en viel meteen tijdelijk uit vanwege het enorme internetverkeer. Na hulp van onder meer specialisten van Wikipedia draaide de website weer.